# 前黎朝
前黎朝（越南语：／），為越南歷史的朝代之一，由黎桓建立，立國期間為980年－1009年。
黎桓原為丁朝的十道將軍，在丁廢帝繼位後獨攬大權。980年黎桓受朝臣擁護，篡位建立前黎朝（疆域約相當現時越南北部）。宋朝聞丁朝被篡位後派兵南下，黎桓率軍伏擊成功，擊敗宋軍。之後黎桓與宋通好，獲得宋朝冊封。黎桓得國後，在國內制定律例，整頓政務，並平定以芒族為主的內亂。1005年黎桓逝世，諸子爭立，黎中宗得位後不久被黎龍鋌（即臥朝皇帝）所殺。龍鉞自立，性好殺戮，1009年去世後，兒子尚幼，大將李公蘊被擁立為帝，建立李朝，前黎朝亡。

## 政局發展

### 黎桓奪權稱帝

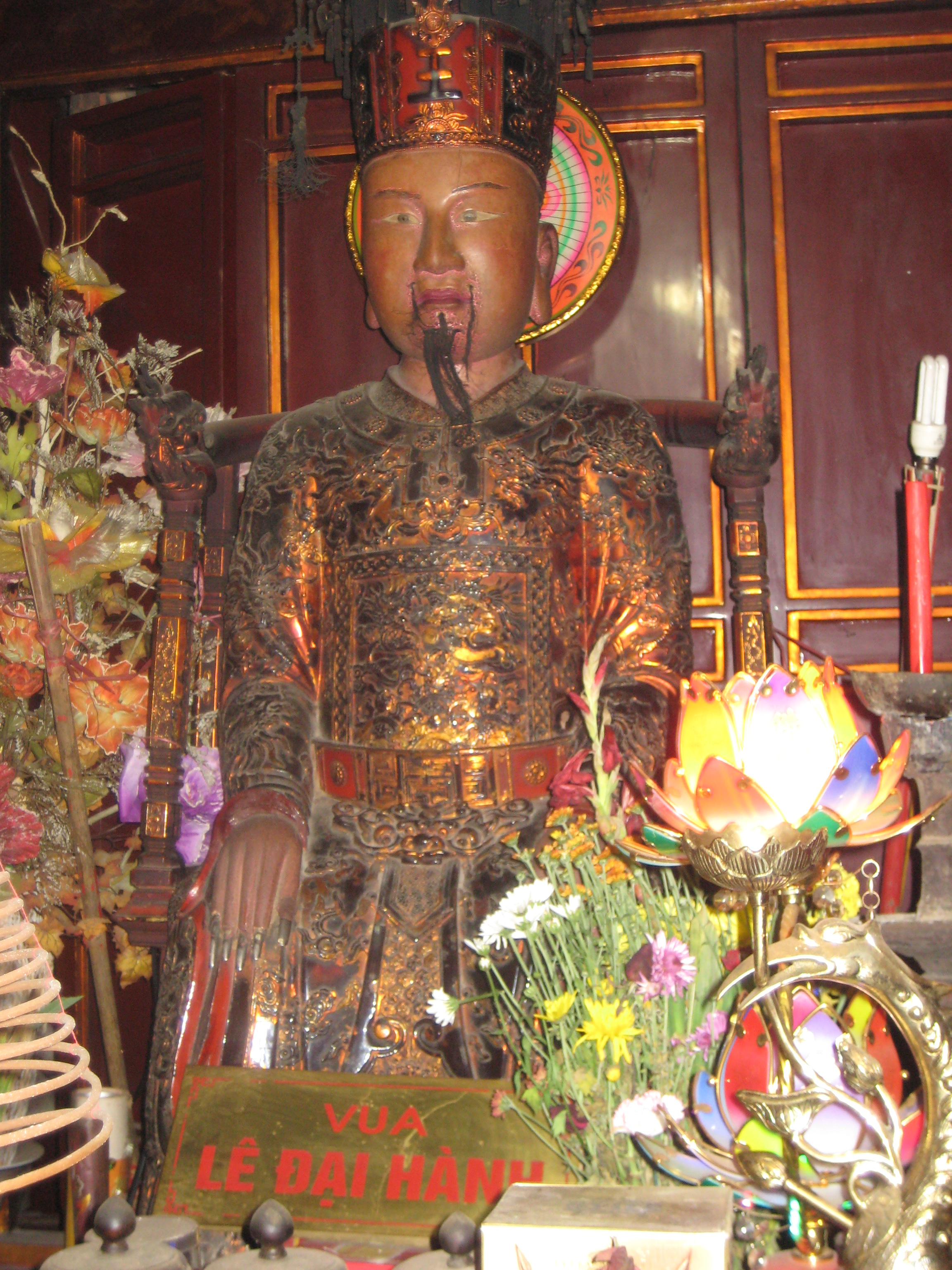
前黎朝開國君主黎桓

前黎朝的開國君主黎桓，愛州人，原是丁朝將領，官至「十道將軍」。979年，丁朝帝位由年僅六歲的丁璿繼任，黎桓任「副王」攝政。丁朝大臣阮匐、丁佃、范盍等憂慮黎桓會對少主不利，乃共同起兵伐桓。黎桓在朝中得到丁朝太后楊氏支持，出兵擊破阮匐、丁佃、范盍等人，掃除其掌權障礙。
丁朝的內部鬥爭，引起中國宋朝的注意。980年，宋太宗皇帝聽從廷臣「安南（越南）內擾，此天亡之秋，朝廷出其不意，用兵襲擊，所謂疾雷不及掩耳」的見解，於該年農曆七月，派侯仁寶等率兵南侵。丁朝楊太后命黎桓選勇士拒敵，黎桓及派大將軍范巨倆（《越史略》作范巨備）出擊。范巨倆臨行，認為「今主上（丁璿）幼弱，我眾雖竭死力禦外侮，脫有尺寸之功，其誰知之？不如先冊十道（指黎桓）為天子，然後出師可也」，軍士「咸呼萬歲」，以表贊同，楊太后亦見黎桓已得到「眾心悅服」，於是請黎桓即位。黎桓便即皇帝位，改年號「天福」，建立前黎朝，定都華閭。

### 對抗宋軍
黎桓登基為帝後（後世又稱之為「大行皇帝」），即著手對付宋朝軍隊。黎桓先是冒用丁廢帝丁璿的名義，向宋太宗上表，希望宋廷「俯憐其過，未忍加罪」，意在令宋朝暫緩其兵，但未果。黎桓見外交途徑已無成效，便整頓邊備。宋廷亦派出侯仁寶、孫全興等率軍討伐。翌年（981年，黎大行帝天福二年），宋軍水師進抵白藤江，黎桓守軍撤退。宋軍追擊到支棱（在今越南諒山）時，黎桓遣士卒詐降侯仁寶，將之誘殺，繼而出兵，潰擊宋軍。。
黎桓獲勝，標誌著前黎朝解除了宋朝的威脅，「由是海內大定」。戰後，黎桓於982年（黎大行天福三年）春，因顧慮到宋朝野心不息，「終行討滅」，所以遣使到中國「上表謝罪，且貢方物」。宋越兩國的戰事遂告一段落。

### 平定內亂
黎桓在位期間，越南國內曾發生數次民眾起事。這些動亂，據史家陳仲金分析，是「芒人諸洞和各州郡之人反叛」。黎桓於是致力鎮壓。
989年（黎大行帝興統元年），管甲（官職名）楊進祿在驩州、愛州作亂，黎桓率兵征討，殘酷鎮壓，「殺州人不可勝紀」。996年（黎大行帝應天三年）農曆二月，黎桓親征，擊破麻黃、大發、丹波四洞。 997年（黎大行帝應天四年）七月，黎桓親征杜洞江賊。 999年（黎大行帝應天六年），黎桓親征何洞（又稱何蠻洞，在今越南清化省）等四十九洞，令「諸州洞皆率服」。1001年（黎大行帝應天八年），黎桓親征莒隆，擊敗當地賊眾。1003年（黎大行帝應天十年），黎桓到驩州、暗州一帶時，在多蓋地區發生人民叛變，但被黎桓處斬，以儆效尤。

### 黎桓諸子爭奪皇位
大行皇帝黎桓晚年時，曾為冊立太子的問題而煩惱。1000年（黎大行帝應天七年），皇長子擎天大王黎龍鍮去世，黎桓遂於1004年（黎大行帝應天十一年）打算冊立第五皇子開明王黎龍鋌為太子，但朝中官員認為「不立長而立次非禮也」，因而立第三皇子南封王黎龍鉞為太子，並加封黎龍鋌為「開明大王」。
1005年（黎大行帝應天十二年）農曆三月，大行皇帝黎桓去世，眾子之間隨即發生奪位之爭，最先參與鬥爭的有太子黎龍鉞、黎桓第二子東城王黎龍錫、第九子中國王黎龍鏡、第五子開明大王黎龍鋌。爭鬥持續九個月，在此期間皇位懸空。到該年十月，黎龍錫被太子黎龍鉞擊敗，逃亡去占婆途中被石河州人所殺。與此同時，黎桓第六子禦北王黎龍釿亦加入鬥爭，據守扶蘭寨，並得部份國人依附。而在國都華閭，黎龍鉞即位，但僅三天即被黎龍鋌所殺。龍鋌即皇帝位，追謚龍鉞為「中宗皇帝」。
黎龍鋌奪位後（後來因患有痔疾，「臥而視朝」，故又被稱為「臥朝皇帝」），禦北王黎龍釿與中國王黎龍鏡聯合，在扶蘭繼續對抗。黎龍鋌親征扶蘭，圍攻數月，黎龍釿知計窮勢屈，便擒黎龍鏡投降。黎龍鋌即處斬黎龍鏡，而寬恕黎龍釿。這時，尚有黎桓第四子禦蠻王黎龍釘據守峯州，黎龍鋌旋即率兵討平。至此，黎龍鋌才平息兄弟內鬨，大致上穩住大局，「諸王及盜賊皆服之」。

### 臥朝帝政局
黎龍鋌奪得帝位後，繼續征討國內的反抗勢力。降服扶蘭寨後不久，黎龍鋌到愛州，鎮壓莒隆賊。1008年（黎臥朝帝景瑞元年），黎龍鋌親征都良州及渭龍州，擊破當地「蠻人」部落，又征驩州、千柳州等地。1009年（黎臥朝帝景瑞二年），農曆七月，黎龍鋌征驩唐州、石河州等地，但到環江附近海面時，因如大風，舟師無法行進而回。
而黎龍鋌本身也有不少凶殘行為。在平定都浪州、渭龍州時，黎龍鋌下令杖擊俘虜，「蠻人甚痛，啼號屢犯大行（指黎桓）諱，帝悅甚」。平定驩州、千柳州時，所得戰俘，「作囷納人其中而焚之」。對臨刑的罪犯，黎龍鋌下令用茅草捆綁，並用火燒，罪犯被燒至重傷時，立刻命人用刀解開捆綁，罪犯並未立刻致死，黎龍鋌則以此取樂。因黎龍鋌的種種殘酷行為，對前黎朝政局造成不良影響。越南史家吳士連就將他跟中國古代的夏桀、商紂相比，認為「其促亡也豈無所自哉」。

### 李公蘊代黎

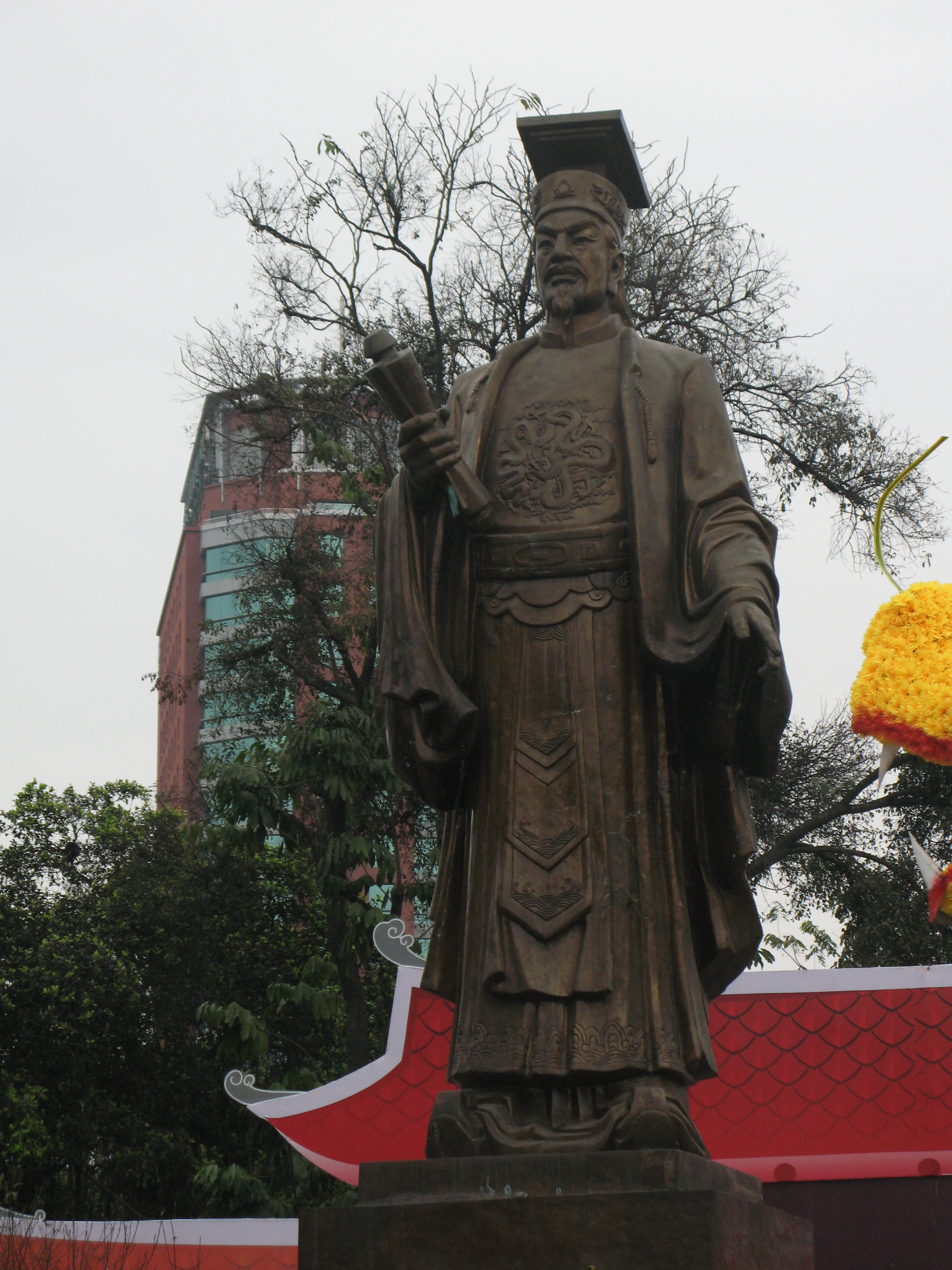
取代前黎朝另建李朝的李公蘊

1009年（黎臥朝帝景瑞二年）農曆十月，黎龍鋌去世，太子年幼。黎龍鋌的弟弟黎龍鏦、黎龍鍉起兵爭立，但卻被手握重兵的李公蘊（時任左親衞殿前指揮使）所攻殺。與此同時，祗候陶甘沐勸李公蘊：「間者主上（指先帝黎龍鋌）昏暴，多行不義，天厭其德，弗克終壽，嗣子幼沖，未堪多難，庶事煩擾，百神靡懷，下民嗷嗷，以求真主。」於是，李公蘊獲群臣擁立為帝，建立李朝，前黎朝滅亡。

## 制度

### 分封諸王
前黎朝在大行皇帝黎桓時期，就分封諸王，「諸子以次受封，分居州郡」。這種派兒子去鎮守各重要區域的分封制度，是意在加強中央政權的控制。黎桓所分封諸子情況，分列如下：
- 長子黎龍鍮，989年封為「擎天大王」[9]。黎龍鍮於1000年去世。[10]
- 二子黎龍錫，989年封為「東城王」。[9]
- 三子黎龍鉞，989年封為「南封王」。[9]1004年，立為太子。[11]
- 四子黎龍釘，991年封為「禦蠻王」，居峯州。[20]
- 五子黎龍鋌，992年封為「開明王」，居藤州。[20]
- 六子黎龍釿，991年封為「禦北王」，居扶蘭寨。[20]
- 七子黎龍鏦，993年封為「定藩王」，居五縣江司營城。[20]
- 八子黎龍鏘，993年封為「副王」，居杜洞江。[20]
- 九子黎龍鏡，993年封為「中國王」，居乾沱末連縣。[20]
- 十子黎龍鋩，994年封為「南國王」，居武瀧州。[21]
- 十一子黎龍鍉，995年封為「行軍王」，居北岸古覽州。[21]
- 義兒（缺名），995年封為「扶帶王」，居扶帶鄉。[21]

其後，臥朝帝黎龍鋌得位，亦奉行分封諸子為王的政策，封長子黎乍為「開封王」；義兒紹理為「楚王」，居於左；紹興為「漢王」，居於右。

### 官制
黎桓開國後，參考了中國唐朝中央官制，設立官職。例如在986年（黎大行帝天福七年），黎桓命徐穆為總管（負責專掌軍政）、知軍民事，任命吴子安为辅国，又命范巨倆任太尉。在地方官制上，黎桓沿襲丁制，將全國轄境分為十個「道」，每道下置州、府、縣、社，所有官員均由皇帝任免。到黎桓的晚期，1002年（黎大行帝應天九年），又改十道為路、府、州。
到臥朝帝得位後，1006年（黎臥朝帝應天十三年），對文武臣僚及僧道官制及朝服，有所變更，「一遵於宋」。關於當時模仿的宋朝官服冠帽制度，《欽定越史通鑑綱目》記載道：「宋朝服之冠有三：一曰進賢冠，一品二品之服；二曰貂蟬冠，諸司三品、御史臺三品、兩省五品之服；三曰獬豸冠，四品至六品之服，公卿以上服紫，五品以上服朱，七品以上服綠，九品以上服青。」
卧朝帝时期，黎朝官制逐渐完备，文官中出现“掌书记”的职务，《欽定越史通鑑綱目》記載道「遣明昶与掌书记黄成雅献白犀于宋。」武官出现了“都督”的职务，《欽定越史通鑑綱目》記載道：「都督矫行请凿港筑道立碑堠」，以及“防遏使”这一统兵职务，《欽定越史通鑑綱目》記載：「帝至环江，使防遏使胡守益率军五千余除治道路」。
- 黎朝主要职官：
- 总管（军政长官）、知军民事：徐穆
- 太尉：范巨俩
- 辅国：吴子安
- 指挥使：丁承正
- 潮阳镇将、掌书记：黄成雅
- 牙校：费粜德
- 都督：矫行
- 防遏使：胡守益
- 四厢军副指挥使、左亲卫殿前指挥使：李公蕴
- 祗侯：陶甘沐

### 軍事
前黎朝時期的兵制，從黎桓開始，就承襲丁朝，將全國分為十道，每道十軍，每軍十旅，每旅十卒，每卒十伍，每伍十人，十道之首由皇帝黎桓本人擔任，因此能集中權力。除十道軍外，黎桓又於986年（黎大行帝天福七年）農曆八月編選親軍，「選其驍健者，補宿衞，謂之『親軍』，皆黥額，涅『天子軍』三字」。
前黎朝軍隊的兵源，史籍所載為從民眾中抽選。986年（黎大行帝天福七年）農曆八月，黎桓「點民為兵」；1002年（黎大行帝應天九年）農曆三月，「揀民丁之壯勇者，充補隊伍」。此外又整頓軍隊，「分將校為兩班，造兜鍪數千頂頒賜六軍」。

### 促進經貿
前黎朝時，黎桓相當重視經濟發展。987年，黎桓在隊山（一名龍隊山）「耕籍田」，即親自下田工作，以示鼓勵農業。
此外，黎桓改善交通、大興建設等措施，刺激了社會生產力的發展，增加了錢幣鑄造的重要性。前黎朝曾鑄造貨幣。黎桓在天福初年，曾沿襲丁朝，鑄造「大平興寶」。黎桓於984年（黎大行帝天福五年）農曆二月，鑄「天福錢」。該貨幣為銅錢，直徑約為24毫米，錢孔寬約7毫米，厚約1毫米，重約2.7克。它的式樣，是沿襲丁朝「大平興寶」，錢面改刻「天福鎮寶」四字（「鎮」字在此前後的中國錢幣沒出現過，為前黎朝首創，可能由於越南獨立以前其行政區域一度被稱為「鎮」而衍生而來，亦可能有「博大」、「重大」等引申義），錢背棄掉原先的「丁」字，在背孔的上方刻一「黎」字，以示區別。在中國南方，亦發現有「天福鎮寶」。
前黎朝還很重視與中國的貿易。1009年（黎臥朝帝景瑞二年），臥朝帝向宋朝提出在邕州互通貿易的建議，宋方則改為在廉州（在中國廣東）、如洪鎮（在中國廣西）兩地通市。

### 尊崇佛教
佛教在前黎朝以前，己在越南流傳。至黎桓時，舉國信奉，並下令大興寺院、祀廟、佛殿，使全國遍布佛教設施，香火不斷，佛教勢力因而大盛。高級僧侶亦獲皇帝黎桓垂青，提拔入朝，委以重任。較重要的有僧人萬行，曾在黎氏朝廷向君主進諫並共商國事。黎桓又留意佛教經典，重用占城國人馬哈父子，命他們翻譯佛經。黎桓、臥朝二帝，又曾派員到中國宋朝取經。如在1007年（黎臥朝帝應天十四年），黎臥朝派其弟黎明昶攜貢品入宋，「乞《大藏經》文」，到1009年（黎臥朝帝景瑞二年）黎明昶「得《大藏經》文」而回。
前黎朝的崇佛，亦為一種替君主宣傳的手段。黎桓得位後，便將丁朝主政人物丁璉在國都華閭修建的百餘根石柱子（上面刻有佛經），加以破壞，改為「黎氏佛經柱」（即黎皇經場），為黎桓本人傳名。

### 建設工程
黎桓在位時期，大興土木，當中包括興修宮室、以及發展交通運輸等工程。
據《越史略》所載，982年（黎大行帝天福三年），黎桓鑑於南侵占城時，「海路險阻，艱於去來」，於是開鑿渠道，便利船隻航行（《大越史記全書》記載在天福四年，983年）。其後，在983年（黎大行帝天福四年），又下令修建「百寶千歲殿」於火雲山（一作大雲山），造功華麗，「其柱裹以金銀，東建風流殿，西建榮華殿，左建蓬萊殿，右建極樂殿。次構火雲樓（一作大雲樓），連起長春殿，其側起龍祿殿，盖以銀瓦」（《大越史記全書》記載在天福五年，984年）。
前黎朝的大興土木，曾惹起民眾不滿及反抗。1003年，黎桓駕幸驩州時，於多蓋一地進行疏浚工程，以便船運。但卻遇到多蓋人的叛變，最終黎桓將之鎮壓。

### 后妃制度
黎桓在位初期，於982年（黎大行帝天福三年）立皇后一共五名，分別為大勝明皇后楊氏、奉乾至理皇后、順聖明道皇后、鄭國皇后、范皇后。這種多后制度，始於丁朝，「下至黎、李，亦多效而行之」。至臥朝帝時，亦立皇后四人。

## 對外關係

### 與中國宋朝關係
981年（黎大行帝天福二年）宋黎之戰結束後，宋朝在一段時期內仍覬覦越南。982年（黎大行帝天福三年）農曆三月，「嶺南轉運使許仲宣既分遣南伐之師，乃草檄諭交州（指越南），明國威信，期必再舉」。黎桓憂慮宋朝「終行討滅」，於是用前朝皇帝丁璿的名義「上表謝罪，且貢方物」。
此後，兩國恢復宗藩關係，使節往還密切。983年（黎大行帝天福四年）春，黎桓遣使通好於宋，致送金銀犀象等物。985年（黎大行帝天福六年），宋廷與黎桓互派使節，黎桓「求領節鎮」，宋廷即授與黎桓「安南都護，充靜海軍節度」等頭銜。988年（黎大行天福九年）、990年（黎大行帝興統二年）雙方亦派使節互訪。993年（黎大行興統五年）三月，宋廷冊封黎桓為「交趾郡王」。
995年（黎大行帝應天元年），宋黎關係一度出現裂痕。據《大越史記全書》所載，黎桓看到「宋憚於征役」，乃乘機「負山海險固，稍縱邊民，侵掠宋境」。該年春季，中國廣西地區官員察覺到黎桓有所舉動，向宋廷報告「有交州戰船百餘艘，寇如洪鎮，掠居民，劫廪食而去」。該年夏季，黎桓從其治下的蘇茂州出兵，入寇中國邕州，被宋軍擊退。幸而宋太宗皇帝「志在撫寧荒服，不欲問罪」。
996年，越南境內有殺人犯逃到宋朝境內的如昔鎮（在中國廣東），黎桓派官員追捕，但遭當地鎮將拒絕遣返，黎方官員就「剽掠而去」。不久，新上任的廣西轉運使陳堯叟到如昔鎮查明實情，即將犯人遣還越南，黎桓深表感謝，向宋朝保證「約勒溪峝不復騷動」。宋廷派李若拙為使到越南，訪問黎桓，黎桓卻「慢不為禮」，聲言之前劫掠如洪鎮的，是「外境蠻賊」所為，與己無關，李若拙便指出，如果黎桓面對賊寇時「力不能獨制」，宋廷可以「發勁卒數萬」，南下越南，「會交（越南）兵以剪滅之，使交、廣無後患」。於是黎桓「頓首謝」。
997年（黎大行帝應天四年），宋太宗去世，宋真宗繼位，加封黎桓為「南平王」。在此之前，宋朝朝廷派出的使節，常以「貢鹹」為由，在越南聚斂。宋真宗得知後，就令邊疆官員負責出使，不再從朝廷派出專使。
宋真宗仍與前黎朝保持密切關往。998年（黎大行帝應天五年）九月，黎桓遣使入宋獻象。1001年（黎大行帝應天八年），宋廷加授黎桓「功臣」稱銜，黎桓入貢禮品致謝。1002年（黎大行帝應天九年）十一月，宋廷加授黎桓「俸節功臣」稱銜。1004年，黎桓派第十一子黎明提以「攝驩州刺史」的名義，出使中國，宋廷對之待遇甚厚。黎桓死後，臥朝帝殺兄自立，兄弟內戰，宋朝廣州知事凌策乃於1006年（黎臥朝帝應大十三年）六月向宋真宗建議「乞糧出兵，平定交州」，唯宋真宗認為「黎桓既修貢，亦嘗遺子入覲，海陽寧謐，不失忠順」，並強調「何必勞民動眾，貪無用之地」。而因本國戰亂而滯留中國廣州的黎明提，則獲宋廷安頓，然後賜錢遣返。1007年（黎臥朝帝應天十四年）七月，黎龍鋌遣弟黎明昶等入宋，求得《大藏經》，宋廷又於八月封黎龍鋌為「交趾郡王」，賜名「至忠」。1009年（黎臥朝帝景瑞二年），黎龍鋌遣使入宋進貢，並要求在宋境邕州互市。宋真宗認為「邊隅控扼之地，今或直趨內地，事頗不便」，止許廉州和如洪鎮互市。

### 與占婆國關係
占婆國（又稱占城，國土大約相當於現今越南中、南部）為前黎朝南鄰，雙方時常發生衝突。黎桓開國後，曾派使節到占婆，但卻被占人拘禁。黎桓對此懷恨在心，便裝備好戰船兵甲，於982年（黎大行帝天福三年）親征占婆，獲得大勝，「浮獲士卒，不可勝計，獲宮妓百人，及天竺僧一人，遷其重器，收金銀寶貨以萬數，夷其城池，毁其宗廟」。983年，黎桓率兵征討，因海路險阻，於是開鑿渠道，令航道通行。占婆國王因陀羅跋摩四世（中國文獻作「施利陀盤吳日歡」）對於越人的連番入侵，甚為不滿，便於985年（黎大行帝天福六年），向宋朝要求交涉，宋太宗答覆越占雙方應「保國睦鄰」。
因陀羅跋摩四世死後，當地的越南人劉繼宗自立為占婆王，對占婆民眾實施暴虐統治。劉繼宗死後，占婆人立因陀羅跋摩五世為王（越南文獻作「氷王羅」或「俱尸利叮呷排麻羅」，中國文獻作「楊陁排」）。990年（黎大行帝興統二年），黎桓乘占婆積弱，出兵入寇，奪取地哩州（在今越南廣平省）等地，俘獲甚多。占婆王再次向宋廷投訴「為交州（指越南）所攻，國中人民財寶皆為所略」，宋太宗便提醒黎桓，「各令保境」。992年（黎大行帝興統四年），黎桓將在地哩州所擄獲的三百六十多人，以及烏里州（今順化）歸還占婆。994年（黎大行帝應天元年），占婆國王的赴越使節因禮節問題，令黎桓不快，因而派王孫制荄入朝前黎朝。
995年（黎大行帝應天二年）至997年（黎大行帝應天四年），占婆連番出擊越南邊境。黎桓便在997年擊退占婆軍隊後，向宋廷投訴「本道境接占城，一二年間，鄰部騷動，掠近鄉之稅戶，侵邊境之馴良，累發兵戈，御彼捍禦，致稽朝貢，深負憲章」，宋廷「優詔答之」，表示尊重，並賜給帶、甲馬。
占婆國王毗闍耶（中國文獻作「楊普俱毗茶室離」或「楊普俱毗茶逸施離」）在位時期，鑑於國都因陀羅補羅被前黎朝軍隊破壞，便遷都佛逝（毗闍耶、佛逝都是「Vijaya」譯名）。1004年（黎大行帝應天十一年），黎桓派兒子黎明提出使宋朝，宋真宗特意安排於次年（1005年，黎大行帝應天十二年）正月上元節，請黎明提與占婆、大食國使節，一同觀燈宴飲。此後，未見前黎朝與占婆雙方再起交爭。

## 自然史及災害
- 982年（黎大行帝天福三年），天饑。[30]
- 987年（黎大行帝天福八年），農作物大熟。[9]
- 993年（黎大行帝興統元年）農曆二月己未朔，日食。[20]
- 997年（黎大行帝應天四年），大水。[46]
- 998年（黎大行帝應天五年）三月，地震三日。五月戊午朔，日食。五月及六月份不雨，「民人病咳，牛馬多死」。十月丙戌朔，日食。[9]

## 前黎朝的歷史意義
前黎朝對內對外的發展，均有所成就。越南史家黎嵩就指出其重要性：「黎大行擁十道之權，行居攝之事，主少國危，乘時受命，誅占城主，以雪執使之恥。摧趙宋師，以挫必勝之謀」，又「耕籍田於龍隊，徵處士於象山，選用賢良，創立學校，有帝王之大略」。但黎嵩亦認為前黎朝諸帝的若干舉動，有違道德標準，因此趨於速亡，如黎桓時「土木繁興，以金玉而飭其宮室。干戈屢起，以草芥而視其人民」，並且「上蒸丁后，則無夫婦之道」。而黎臥朝帝則「弒兄虐眾」、「溺亂女色，伐性傷生」，因此「雖欲不亡，其可得乎」。
中國學者郭振鐸、張笑梅認為，前黎朝在越南封建時期，實是中央集權君主制的里程碑，「丁朝立國短暫，國內封建使君的殘餘勢力，時有反抗，並不受其節制，實權仍掌握在地方豪族手中。丁朝從第二代起，王權受軍事貴族所左右，丁璿實為黎桓的傀儡，凡事均出於黎氏之口，王權極為衰微。而前黎朝卻與之相反，皇權至上，所有臣民均受黎氏制約、中央和地方官員均由黎氏任免，國有土地制開始建立起來，黎桓是中央禁軍和地方軍的最高指揮者，若有任何反叛之舉，皆被斬首」。此外，前黎朝亦使越南的對外關係出現轉變，「黎桓即位後，不僅發兵侵略中國邊土，而且派兵南侵占城，企圖實現稱霸於半島的美夢」。

## 歷代君主
| 稱號                     | 姓名              | 在世          | 在位時間       | 年號及使用时间 | 年號及使用时间 |
| ------------------------ | ----------------- | ------------- | -------------- | -------------- | -------------- |
| 長興王 （980年黎桓追諡） | 黎                | ？年－？年    |                |                |                |
| 大行皇帝                 | 黎桓              | 941年－1005年 | 980年－1005年  | 天福           | 980年－988年   |
| 大行皇帝                 | 黎桓              | 941年－1005年 | 980年－1005年  | 兴统           | 989年－993年   |
| 大行皇帝                 | 黎桓              | 941年－1005年 | 980年－1005年  | 應天           | 994年－1005年  |
| 中宗皇帝                 | 黎龍鉞            | 983年－1005年 | 1005年         | 應天           | 1005年         |
| 臥朝皇帝                 | 黎龍鋌 （黎至忠） | 986年－1009年 | 1005年－1009年 | 應天           | 1005年－1007年 |
| 臥朝皇帝                 | 黎龍鋌 （黎至忠） | 986年－1009年 | 1005年－1009年 | 景瑞           | 1008年－1009年 |